# EJobs
eJobs este cea mai mare platformă de locuri de muncă din România, cu o medie de 2,5 milioane de utilizatori lunari.
eJobs pune la dispoziție anunțuri cu salarii afișate, articole și sfaturi de carieră. Pentru recrutori și angajatori, eJobs oferă soluții de recrutare: anunțuri de angajare și posibilitatea de a căuta CV-uri în baza de date de 5,3 milioane de CV-uri. 

## Istorie
Compania eJobs a fost înființată în 1999 de Liviu Dumitrașcu și Lucian Despoiu și este lider în recrutarea online din România. În primul an de facultate, aceștia au fondat asociația VIP (Voluntari pentru Idei și Proiecte), unul dintre primele proiecte fiind chiar platforma de recrutare eJobs. În 2001, Daniel Tătar, un om de afaceri pe care cei doi l-au cunoscut în cadrul unui eveniment Media Pro, li s-a alăturat cu o investiție de 40.000 de dolari. Tot în 2001 a fost cooptat în proiect și Horia Nistor, un alt membru al asociației VIP.
Despoiu s-a retras treptat din companie, renunțând întâi la 15% din acțiunile eJobs în 2003, iar apoi la 10%, ultimele acțiuni pe care le deținea, în 2005. Ulterior, în 2008, 30% dintre acțiunile companiei au fost achiziționate de fondul de investiții Tiger Management în schimbul a aproximativ 4 milioane de euro. Același fond de investiții deținea, în 2009, 20% din acțiunile BestJobs, principalul competitor eJobs, deținut de Neogen. 
În 2012, compania elvețiană de media Ringier a achiziționat 70% din acțiunile eJobs. Ringier a intrat pe piața din România locală în 1992 și include în portofoliul său website-urile Libertatea și Gazeta Sporturilor, revistele Avantaje, Elle, Unica, Viva, Psychologies și Auto Bild, precum și platformele Imobiliare.ro și Imoradar24. În urma finalizării tranzacției, evaluată la 10 milioane de euro, Ringier a devenit acționar majoritar al eJobs. Fondatorii au devenit acționari minoritari, dar au rămas în managementul executiv al companiei.
În martie 2015, Ringier a anunțat preluarea completă a companiei eJobs, în urma achiziționării celorlalte 30% din acțiuni. 
În 2012, odată cu prima achiziție de acțiuni, compania Ringier l-a numit director general al eJobs pe Andrei Frunză, Chief Digital Officer la Ringier în perioada 2008-2012. Frunză a rămas la conducerea eJobs Group până în decembrie 2017, când a plecat din organizație, veniturile companiei triplându-se în perioada 2012-2017. Atribuțiile lui Frunză, ca director general eJobs, au fost apoi preluate temporar de către Mihnea Vasiliu, director general Ringier România. 
Ulterior, directorul interimar a fost înlocuit de Bogdan Badea, care din ianuarie 2017 deținea rolul de Director de Vânzări al eJobs. Badea a fost numit CEO al eJobs Group la data de 1 martie 2018, la un an după venirea sa în companie. Înainte de eJobs, Badea a deținut poziția de Head of Sales în cadrul Smartree timp de 2 ani.    
eJobs lansează anual un raport detaliat al pieței muncii care conține informații relevante pentru candidați și angajatori, cum ar fi numărul de locuri de muncă publicate pe eJobs în anul anterior (separate pe România, străinătate și muncă la domiciliu), numărul de aplicări generate în anul anterior și împărțirea candidaților în funcție de anii de experiență, topul orașelor cu cea mai mare ofertă de joburi, precum și orașele în care au aplicat cel mai frecvent candidații. Pe lângă acestea, raportul anual include și informații despre salarii, țări preferate de candidați pentru joburi în străinătate, evoluția aplicărilor și publicării de locuri de muncă pe parcursul anului și potențiale tendințe ale pieței muncii pentru anul în curs. Cele mai recente rapoarte pot fi consultate mai jos:
- Review & Trends 2024[17]
- Review & Trends 2023[18]
- Review & Trends 2022[19]
- Review & Trends 2020 vs 2021[20]
- Review & Trends 2019 vs 2020[21]
- Review & Trends 2018 vs 2019[22]

## Cifră de afaceri:
- 2023: 14,9 milioane euro[23]
- 2022: 14,7 milioane [24]
- 2021: 12 milioane euro[25]
- 2019: 10 milioane euro[26]
- 2018: 9,6 milioane euro[27]
- 2017: 8,1 milioane euro[28]
- 2016: 5,9 milioane euro[29]
- 2015: 3,8 milioane euro[30]
- 2014: 2,9 milioane euro[31]
- 2013: 2,2 milioane euro[32]
- 2012: 2,2 milioane euro[33]
- 2011: 2,4 milioane euro[34]
- 2010: 1,98 milioane euro[35]
- 2009: 1,9 milioane euro[36]
- 2008: 3,6 milioane euro[32]
- 2007: 2 milioane euro[6]
- 2006: 550.000 euro[6]
- 2005: 65.200 euro[32]

## Portalul de joburi
Platforma de recrutare online eJobs se adresează atât consumatorilor (în acest caz candidații aflați în căutarea unor locuri de muncă), cât și companiilor (organizațiile care vor să angajeze). Orice candidat se poate înscrie pe eJobs gratuit, accesând pagina de înregistrare Arhivat în 11 iulie 2019, la Wayback Machine. și selectând crearea unui cont de candidat.  
Candidatul își poate completa CV-ul fie în română, fie în engleză, fie în ambele limbi. Acesta poate, de asemenea, să-și facă CV-ul „public” sau „ascuns”. CV-ul public pe eJobs le permite angajatorilor să îi găsească CV-ul candidatului în baza de date eJobs, atunci când aceștia caută specialiștii potriviți pentru posturile lor. CV-ul ascuns înseamnă că nicio companie nu va putea vedea CV-ul candidatului decât în cazul în care acesta aplică pentru posturile disponibile în respectivele organizații.
Candidatul poate începe căutarea unui loc muncă pe eJobs încă dinaintea înregistrării sau completării CV-ului. Totuși, pentru a putea aplica prin platformă la un anunț de angajare, candidatul trebuie să își completeze, cel puțin parțial, CV-ul.
Candidații pot aplica gratuit la orice anunț de angajare de pe eJobs, fără să fie limitați la un anumit număr de posturi. Ulterior, platforma îi anunță când CV-ul lor a fost vizualizat, iar angajatorul poate decide să cheme candidatul la interviu, fie telefonic, fie direct din platforma eJobs.ro, prin intermediul unei invitații trimise pe e-mail. Întregul proces de aplicare este descris în acest ghid video.
În cazul în care candidatul are două CV-uri, unul în română, iar al doilea în engleză, în momentul în care aplică, angajatorul va vedea, în primul și în primul rând, CV-ul care are rata de completare cea mai mare.
În 2018, eJobs a lansat o linie telefonică de consiliere profesională dedicată candidaților care necesită ajutor în procesul de găsire a unui loc de muncă. Conform platformei, linia telefonică poate fi apelată la (021)9124, de luni până vineri, între orele 09:00 și 17:00. Tariful apelului este standard, iar serviciul de consiliere este gratuit.
Consilierii eJobs care răspund la această linie asistă candidații în procesul de recrutare, creându-le un cont (dacă nu au unul deja) pe eJobs, redactându-le CV-ul și aplicând pentru aceștia la anunțurile de joburi care li se potrivesc.
Sfaturi profesionale pot fi găsite și pe eJobs Carieră. Printre acestea se numără: sfaturi în redactarea CV-ului, recomandări despre cum să faci față interviurilor de angajare, despre cum să-ți negociezi salariul sau pași de urmat în crearea unei scrisori de intenție. Temele abordate țin cont, de asemenea, și de profilul candidatului. Spre exemplu, pentru tinerii care își caută primul job, platforma eJobs Carieră le pune la dispoziție articole potrivite pentru nivelul lor profesional: despre stagii, despre joburi de vară sau despre posibilitatea de a pleca cu un proiect de tipul Work and Travel. Pentru freelanceri sau antreprenori, platforma le oferă articole despre cum să gestionezi munca la domiciliu sau cum să navighezi viața de freelancer la început, iar pentru cei care vor să își înceapă o familie, dar care nu cunosc toate aspectele legale ale acestui subiect la locul de muncă, eJobs Carieră le oferă informații relevante despre cum și în ce condiții pot obține indemnizația de creștere a copilului și cum pot gestiona relația cu angajatorul înainte și în timpul concediului de maternitate.

### Platforma pentru companii
Înregistrarea unui cont de companie pe eJobs este gratuită, precum crearea unui cont de candidat. Reprezentantul organizației care dorește să creeze un astfel de cont poate intra pe eJobs, apoi selectează opțiunea „Cont Nou” din meniul website-ului. Ulterior trebuie să selecteze opțiunea „Vreau să creez un cont de companie”, să accepte Termenii și Condițiile platformei online de recrutare, iar apoi să urmeze trei pași.
În cadrul primului pas, reprezentantul companiei trebuie să noteze câteva detalii despre organizația sa, precum Codul Unic de Identificare Fiscală (CUI), Numărul de ordine la Registrul Comerțului, numele companiei, adresa sediului social, un nume de utilizator și parola contului. La al doilea pas acesta va fi nevoit să selecteze câteva opțiuni relevante pentru activitatea companiei, cum ar fi: numărul de angajați, domeniul, industria și orașele în care are sedii. 
Echipa eJobs verifică apoi manual fiecare companie nou înscrisă pentru incongruențe sau falsități. Verificările au loc pe website-urile autorităților și ministerelor naționale. În cazul în care aceștia descoperă că respectiva companie a mințit în legătură cu datele oferite, contul acesteia de pe eJobs va fi suspendat.
După ce contul este verificat de către echipa eJobs, compania va primi acces la cont și va putea achiziționa și publica anunțuri de angajare. 
Odată achiziționat anunțul sau pachetul de anunțuri, compania îl poate completa și publica pe eJobs.ro pentru a recruta candidații de care are nevoie. 
Platforma de recrutate eJobs le mai pune companiilor la dispoziție opțiunea de a căuta direct în baza de date de candidați CV-urile care se potrivesc posturilor deschise în organizațiile acestora.

#### Platforma de conținut We Are HR
În 2017, eJobs a lansat o platformă separată dedicată comunității de specialiști în resurse umane. Această platformă de conținut, numită We Are HR, are o componentă online (wearehr.ro) și o componentă tipărită sub forma unei reviste fizice, publicată trimestrial și distribuită gratuit clienților eJobs. Platforma We Are HR abordează subiecte de interes pentru industria de recrutare precum articole despre cum scrii și ce trebuie să conțină fișa postului, informații esențiale despre salarizare sau cum să structurezi perioada de probă a angajatului. De asemenea, angajatorii mai pot găsi pe wearehr.ro articole relevante din zona de retenție a angajaților, cum ar fi cele despre cultura organizațională, despre cum să organizezi un team building sau ce fel de beneficii le poți oferi angajaților, cum ar fi cele asigurate de 7card sau Bookster. Pentru antreprenorii sau tinerii care doresc să afle mai multe despre industria de HR, platforma We Are HR le pune la dispoziție materiale despre cum să-ți construiești o carieră în recrutare sau cum să formezi departamentul de employer branding.
Pe lângă materialele informative, companiile pot găsi pe wearehr.ro studii de caz frecvente despre diverse subiecte cum ar fi trainingurile interne, formarea viitorilor angajați  sau efectul team building-urilor neobișnuite asupra angajaților.  În plus, pe platformă sunt publicate deseori opinii relevante pentru industria de HR, precum și studii informative despre piața muncii din România: despre importanța reputației angajatorului, despre fricile candidaților la angajare sau despre domeniile care atrag cei mai mulți candidați, pentru a numi câteva exemple.

#### Platforma de recrutare Skilld by eJobs
În 2021, eJobs a lansat Skilld, agenția de recrutare specializată în atragerea managerilor și experților cu mai multă vechime. Astfel, pentru angajatorii care vor să externalizeze recrutarea unor anumiți candidați, Skilld localizează talentele potrivite, le contactează, susțin interviuri și intermediază oferta de angajare.
Platforma de locuri de muncă iajob.ro
În 2024, eJobs a lansat o nouă platformă de locuri de muncă, iajob.ro, dedicată persoanelor care vor să se angajeze rapid. Pe iajob.ro, candidații nu trebuie să își creeze cont sau CV, ci pot aplica direct la posturi, contactând angajatorii, telefonic, pe e-mail, prin WhatsApp sau Telegram. Procesul simplificat de angajare e menit să ajute în principal candidații fără experiență sau care au o profesie care nu necesită în general un CV, precum muncitori necalificați, meseriași, personal de curățenie, instalatori, animatori, agenți de pază.
Agregatorul de locuri de muncă Jobradar24
Din grupul eJobs face parte și Jobradar24, agregatorul de locuri de muncă, care preia posturi de pe alte site-uri de recrutare, precum și de la Agenția Națională pentru Ocuparea Forței de Muncă (ANOFM). Pe Jobradar24, candidații au mai multe opțiuni de aplicare. Pot aplica direct pe site-ul angajatorului, pe platforma de joburi unde a fost publicat inițial anunțul sau direct pe Jobradar24, încărcându-și CV-ul. Dacă nu au un CV deja creat, Jobradar24 le oferă opțiunea de a realiza unul direct pe site. La finalul aplicării, candidații pot alege să fie contactați și de alți angajatori care oferă locuri de muncă similare cu cel la care tocmai au aplicat.